# Munroeodes
Munroeodes és un gènere d'arnes de la família Crambidae. El gènere va ser descrit per Hans Georg Amsel (1905-1999) el 1956, primer com a Munroeia, canviat en Munroeodes el 1967. L'espècie tipus n'és Munroeodes transparentalis.

## Taxonomia
- Munroeodes australis Munroe, 1964
- Munroeodes delavalis (Möschler, 1881)
- Munroeodes thalesalis (Walker, 1859)
- Munroeodes transparentalis Amsel, 1956